# Ishrat Jahan
Ishrat Jahan é uma ex-conselheira municipal do Congresso Nacional Indiano (INC) em Delhi e uma acusada sob a Lei de Actividades Ilícitas (Prevenção).

## Biografia
Ishrat Jahan é acusada de fazer discursos provocativos que levaram à violência que abalou o nordeste de Delhi em fevereiro de 2020 durante os protestos da Lei de Emenda da Cidadania. Em maio de 2020, ela recebeu dez dias de fiança para casar-se em junho de 2020. Ela está actualmente presa na prisão de Mandoli, onde alegou ter sido espancada por outros reclusos em pelo menos dois incidentes em novembro e dezembro de 2020.
Jahan é uma advogada praticante. Ela foi eleita vereadora pela lista do INC em 2012. Citando o seu casamento, Jahan é a primeira acusada pela UAPA a obter fiança. Ishrat casou-se com Farhan Hashmi em 12 de junho de 2020.
 